# Andrej Sládkovič
Andrej Sládkovič (illetve Sládkovič András, született Braxatorisz András, írói álnevei Andrej Braxatoris-Sládkovič, Andrej Sládkovič, Ondřej Krasyslav Sládkovič) (Korpona, 1820. március 30. – Radvány, 1872. április 20.) szlovák költő, irodalomkritikus, újságíró és műfordító. A 19. századi szlovák irodalom egyik legkiemelkedőbb alkotója, Stúr csoportjából az egyik legérzelmesebb költő.

## Élete
1820. május 30-án született Korponán tanítói családban. 1826–1830 között Korponán, majd 1830–1831 között Perőcsényen tanult magyarul. 1831–1832 között a korponai piarista gimnázium diákja volt. 1839–1840 között a selmecbányai líceumon tanult, ahol első verseit írta. 1840–1842 között a pozsonyi líceum diákja. 1841-ben Jurkovics Sámuelnek segített az ószombati szlovák színház megalapításában. Mivel családja anyagilag nem állt jól (8. gyermekként született a 14-ből), ezért főként magántanítóskodásból élt. Mint házi tanító előbb 1838–1839 között Ledénybe, majd 1839–1840 között a jómódú Pischl családhoz került, akiknél szerelemre lobbant lányuk Marína iránt. 1842–1843 között Hodrusbányán tanított. 1843–1844 között teológiát tanult a hallei egyetemen, ahol megírta első nagyszabású alkotását a Sôvety v rodine Dušanovej (Beszélgetések Dusan családjában) címűt. 1844-ben hazatért, eddigre Marína Pischlt férjhez adták egy gazdag mézeskalács-készítőhöz. 1844 és 1845 között ennek a szerelemnek az emlékére írja meg a Marína című művét. 1845 és 1846 között ezt követte a Detvan (Gyetvai legény) című műve. Mindkét mű lirikus költemény.
1847-ig Bezegh Pál családjánál nevelősködött Garamhalásziban. 1847-ben evangélikus lelkésszé szentelték, majd mint pap tevékenykedett Horháton. Üdvözölte az 1848–1849-es forradalmat. Magatartásáért 1849-ben letartóztatták. 1856-tól haláláig zólyomradványi lelkészként tevékenykedett. Szekovics Júlia Antóniával házasodott meg, együtt 9 gyermekük volt, melyből 4 még a költő életében meghalt.
Részt vett a turócszentmárotni memorandumon mint írnok. A Szlovák Anyácska alapító tagja, majd irodalmi bizottságának tagja volt. Kuzmány Károly evangélikus lelkész halála után 1867-től az evangélikus énekbizottság (Zpěvníkový výbor) elnöke. 1868-ban hasvízre betegedett meg, melyből már nem épült föl. Zólyomradványon halt meg 1872. április 20-án.

## Stílusa
Első művei a Nitra almanachban jelennek meg. Műveiben a romantikus szerzőkhöz hasonlóan a szlovák népiességet a filozofikus idealizált erényességgel kapcsolja össze. Művei gyakran tükrözik személyes életérzését, konfliktusait, az élet egyensúlyának keresését a 19. század komplikált nemzeti és társadalmi viszonyai között. Műveiben a társadalmi és népi témák mellett nagy szerepet kap a természet szeretete. Bár Sládkovič szintén Stúr követői közé tartozott, a többi követővel ellentétben ő megházasodott, ami nézeteltéréseket okozott közöttük. Stúr ugyanis úgy tartotta, hogy teljes életüket a nemzetnek kell szentelni, így számukra nincs hely a családnak. Kora több szláv közéleti személyiségével tartotta a kapcsolatot. Gondolkodásmódjára igen nagy hatást gyakorolt a hegeli filozófia. Irodalmi munkásságához tartoznak kevésbé jelentős egyházi művei is. Két leghíresebb műve a Marína és a Detvan (Gyetvai legény).
Műfordítoként főleg Puskintól, a francia felvilágosodás és romantika képviselőitől (Voltaire, Jean Racine), illetve később német nyelvről is fordított (Johann Wolfgang von Goethe). Több újságcikket is írt: Národnie školy (Nemzeti iskolák), Verejná mienka o nás (Közvélemény rólunk), illetve írói értekezéseket: Ján Botto: Báj Maginhradu (Botto János: Maginhrad mondája). Marína című munkáját kétszer fordították magyarra Podhradszky Lajos 1888-ban, Farkas Jenő 1957-ben, illetve csehre, lengyelre és franciára. Az ő emlékére rendezik évente 1960-tól "Sládkovič Radványa" nevű szavalóversenyt.

## Művei

### Versek
- 1842 – K Nitře (Nyitrához), vers
- 1842 – Potěcha (Vigasz), vers
- 1842 – Ctibor (Ctibor), vers
- 1842 / 1844 – Sôvety v rodine Dušanovej (Beszélgetések Dusan családjában), megverselt beszélgetések
- 1846 – Marína (Marína)
- 1848 – Zaspievam pieseň o slobodnej vlasti (Éneklek egy éneket a szabad hazáról), rapszódia, mellyel az 1848–1849-es forradalmat üdvözli
- 1848 – Nehaňte ľud môj (Ne bántsátok a népemet), vers
- 1848 – Hron (Garam), vers
- 1848 – More (Tenger), vers
- 1848 – Morava (Morva), vers
- 1848 – Krajanom (Földieimnek), vers
- 1848 – Mládenec (Ifjú), vers
- 1853 – Detvan (Gyetvai legény), elbeszélő költemény (5 éneke: Martin (Márton), Družina (Csoport), Slatinský jarmok (Nagyszalatnai vásár), Vohľady (Lánynéző) és Lapačka (Toborzás))
- 1853 – Znovuzrodenec (Újjászületett), vers Comeniusról
- 1858 – Milica, két vers: Perla hárema (A hárem gyöngye) és Oľga (Olga)
- 1861 – Svätomartiniáda (Szentmártoniáda), patetikus költemény a szlovák nemzet memoranduma alkalmából Turócszentmártonban
- 1863 – Pamiatka pre deň 4. augusta (Emlék az augusztus 4. napra), vers a Matica slovenská alapításának emlékére
- 1863 – Hojže, Bože, jak to bolí, keď sa junač roztratí (Ah, Uram , hogyan fáj, ha az ifjú eltékozol)
- 1864 – Lipa cyrilo-metodejská (Cirill-metódi hársfa), vers Szent Cirill és Metód emlékére
- 1866 – Gróf Mikuláš Šubić Zrínsky na Sihoti (gróf Šubić Zrínyi Miklós Szigeten), vers Šubić Zrínyi Miklós emlékére
- 1869 – Duma pohrobnia
- Ohlasy (Visszhangok), vers az irodalmi nyelv fontosságáról
- Prosba (Kérés), vers
- Štiavnica (Selmec), költői vallomás Selmecbányához fűződő viszonyáról
- Duchu Puškinovmu (Puskin lelkéhez), vers Alekszandr Szergejevics Puskinról
- Veľký pôst (Nagy böjt), vers
- Novembrová duma (Novemberi értekezés), vers
- Roky a veky (Évek és idők), vers
- Pieseň o Samsonovi (Ének Sámsonról), vers
- To české tábory (Azok a cseh táborok), hazafias költemény
- Pozdrav (Üdvözlet), hazafias költemény
- Omladinám (Ifjúságnak), hazafias költemény
- Čo vy za nič nemáte nás? (Hát nektek semminek sem vagyunk?), hazafias költemény

### Szerelmi költészet
- Opustená (Elhagyott)
- Žaloba (Vád)
- Vraví oko tvoje (A te szemed mondja)

### Gyermek és ifjúsági versek
- Kĺzačka (Csúszda)
- Prázdniny a škola (Szünet és iskola)
- Obri a zakrpenci (Óriások és törpék)
- Malý Kristus (A kis Krisztus)

### Válogatások
- 1918 – Otčiny mojej spevy (Az én szülőhazám énekei)
- 1927 – Výber z lyriky (Lírai válogatás)
- 1934 – Výber z básní Jána Hollého a Andreja Sládkoviča (Válogatás Hollý János és Sládkovič András verseiből)
- 1972 – Poézia (Költemények)
- 1977 – Sládkovič vo výbere Milana Krausa (Sládkovič Kraus Milan válogatásában)
- 1979 – Marína a Detvan (Marína és a Gyetvai legény)

### Összefoglaló művek
- 1861 – Spisy básnické Andreja Sládkoviča (Sládkovič András versei)
- 1878 – Andreja Sládkoviča Spisy básnické (Sládkovič András verses írásai)
- 1920 – Spisy básnické Andreja Sládkoviča 1-2 (Sládkovič András versei)
- 1961 – Sobrané básne 1939 Dielo 1-2 (Válogatott versek 1939 1-2 rész)

### Próza
- Posestrima (Testvérek)

### Színművek
- Nezaľúbení zaľúbenci (Nem szerelmes szerelmesek)

### Fordítások
- Voltaire – Zaira
- Voltaire – Sokrates (Szókratész)
- Voltaire – Smrť Cézara (Cézár halála)
- Jean Racine – Phaedra (csak egy része)

### Prédikációk
- 1924 – Nevěsta Kristova (Krisztus hitvese)

### Levelek
- 1970 – Korešpondencia Andreja Sládkoviča (Sládkovič András levelei)

### Kulturális történeti munkák
- 1988 – Zápisnica Slovenského národného zhromaždenia v Turčianskom Svätom Martine 6. a 7. júna 1861 (A szlovák nemzeti gyűlés jegyzőkönyve 1861. június 6–7. Turócszentmártonban)

### Színházi és rádiójátékok (válogatás)
- 1948 – Marína (Marína, Szlovák Nemzeti Színház)
- 1957 – V slovenské doliny so mnou, bratia moji… (A szlovák völgyek velem, testvéreim …, Csehszlovák rádió)
- 1970 – Vo víchrici žitia (Az élet viharában, Csehszlovák rádió)
- 1985 – Detvan (Gyetvai legény, Csehszlovák rádió)
- 1989 – Každý svojou pošiel stranou (Mindenki elment a maga útján, Československý rozhlas)

### Megzenésített művek
- 1928 – Detvan (Gyetvai legény, Szlovák Nemzeti Színház operája)

## Magyarul
- Marina. Lyrai költemény; ford. Podhradszky Lajos; fordítói, Besztercebánya, 1888
- Sládkovič András: Detvan; ford. Goldberger Miklós; Nádosy Ny., Zólyom, 1890
- Marina / A gyetvai legény. Elbeszélő költemények; ford. Farkas Jenő, bev. Rácz Olivér; Szlovákiai Szépirodalmi Kiadó, Bratislava, 1957
- A gyetvai legény; ford. Veres János; Madách, Bratislava, 1980 (Iskolások, könyvtára)